# Лук'янчук Руслан Валерійович
Русла́н Вале́рійович Лук'янчу́к (нар. 19 березня 1972, с. Горбанівка, Вінницька область) — український політик. Народний депутат України V, VI, VII, та VIII скликання. Член політичної партії «Народний фронт».

## Біографія
Середню школу закінчив зі срібною медаллю на Житомирщині в селі Парипси, Попільнянського району в 1989 році. У тому ж році почав свою трудову діяльність механізатором у колгоспі імені Щорса в своєму селі.
У грудні 1989 року вступив на підготовче відділення Київського інституту народного господарства, яке згодом було перейменовано в Київський державний економічний університет. Після закінчення університету в 1995 році за спеціальністю «економічне і соціальне планування» працював молодшим науковим співробітником Інституту Росії НАН України.
Політичну діяльність розпочав у рядах Всеукраїнського об'єднання «Громада», де в 1998 році був обраний до складу Ревізійної комісії. З квітня 2000 року став заступником з економічних питань директора ЗАТ «Інституту економічних реформ». У тому ж році вступив до партії Всеукраїнське об'єднання «Батьківщина».
З 2000 року до 2002 року — заступник директора ЗАТ «Інститут економічних реформ».
З серпня 2002 року до 2006 року — помічник-консультант народного депутата України (Олександра Турчинова).

## Сім'я
Дружина — Лук'янчук Мирослава Борисівна. Син — Лук'янчук Роман (1994). Донька — Лук'янчук Ярослава (2009).

## Політичні переслідування
Безкомпромісна боротьба Руслана Лук'янчука та його колег проти режиму Кучми викликала лють тодішньої влади. Звинувативши Лук'янчука в неіснуючих злочинах, його кинули у слідчий ізолятор. Проте ні 8,5 місяців ув'язнення, ні судові засідання, які тривали більше трьох років, не змінили його політичних поглядів. Ніяке з висунутих звинувачень так і не було доведено. Зустрічний позов для компенсації втрат здоров'я і відновлення справедливості досяг результату — Руслана Лук'янчука було повністю реабілітовано в судовому порядку.

## Парламентська діяльність
У 2006 році за списками «Блоку Юлії Тимошенко» Руслана Лук'янчука обрано народним депутатом України, а у 2007 році — переобрано (№ 56 в списку). У Верховній Раді України працює членом Комітету з питань аграрної політики та земельних відносин.
Народний депутат України 7-го скликання з 12 грудня 2012 від ВО «Батьківщина», № 42 в списку. Перший заступник голови Комітету з питань інформатизації та інформаційних технологій.
На позачергових виборах до Верховної ради 2014 року обраний народним депутатом України 8-го скликання за партійним списком (№ 18 у списку) від Народного фронту. Перший заступник голови Комітету Верховної Ради України з питань інформатизації та інформаційних технологій. Очолює депутатську групу ВРУ з міжпарламентських зв'язків з Литовською Республікою та є співголовою депутатської групи ВРУ з міжпарламентських зв'язків з Королівством Норвегія

## Нагороди
- Відомча заохочувальна відзнака МВС України «Вогнепальна зброя» (17 квітня 2014) — пістолет «Форт 9», № 110010, калібр 9 мм[8]